# Buena Vista, Cañada Morelos
Buena Vista är en ort i Mexiko.   Den ligger i kommunen Cañada Morelos och delstaten Puebla, i den sydöstra delen av landet, 200 km öster om huvudstaden Mexico City. Buena Vista ligger 2 436 meter över havet och antalet invånare är 755.
Terrängen runt Buena Vista är huvudsakligen kuperad, men österut är den bergig. Runt Buena Vista är det ganska tätbefolkat, med 179 invånare per kvadratkilometer. Närmaste större samhälle är Morelos Cañada, 4,6 km väster om Buena Vista. I omgivningarna runt Buena Vista växer huvudsakligen savannskog.